# Бондар Анатолій Олексійович
Анатолій Олексійович Бо́ндар (нар. 30 жовтня 1945, Голубівка) — український графік і різьбяр; член Спілки радянських художників України з 1985 року.

## Біографія
Народився 30 жовтня 1945 року в селі Голубівці (нині місто Луганської області, Україна). 1980 року закінчив Київський художній інститут, де навчався у майстерні Тимофія Лящука.
Жив у Луганську, в будинку на вулиці 16-тій лінії, № 7а, квартира № 20.

## Творчість
Працює у галузі станкової графіки, плаката. Серед робіт:
плакати
- «Після нас — хоч потоп» (1978);
- «Зоряні війни…» (1986);
- «Пам'яті Сергія Хаджинова» (1988);
- «Куди йдеш?» (1990);
- «Горе тобі, земле…» (1994);
- «Горе, краю, тобі…» (2000);

графіка
- «Тиша» (1985);
- «Портрет мами» (1993);
- «У володіннях сну» (1993);
- диптих «Альтернатива» (1993);
- «Видіння» (1994);
- «Шлях без Бога» (1995);
- «На берегах Лугані» (1995);
- «Бачив я безбожного» (1996);
- «Пошуки минулого» (1998, папір, пастель, гуаш);
- «Ранкове світло» (1999);
- «Український скоропис» (2000);
- «Птахи надвечір'я» (2001);
- «Пізнаєте істину» (2001);
- «Немає більшої любові» (2001).

З 1992 року виготовляє різні за діапазоном звучання та формою сопілки (горіх, яблуня, груша), оздоблюючи їх різьбленням. Розробив власну техніку нанесення зображення на арматуру листка рослини.
Бере участь у республіканських та міжнародних виставках з 1977 року. Лауреат низки українських та міжнародних конкурсів плаката, зокрема у Києві у 1978—1979, 1984 роках та Москві у 1984, 1986 роках.